# Gasteracantha taeniata
Gasteracantha taeniata là một loài nhện trong họ Araneidae. Chúng được Charles Athanase Walckenaer miêu tả năm 1842.

## Phân loài
- Gasteracantha taeniata analispina, Strand, 1911
- Gasteracantha taeniata anirensis, Strand, 1911
- Gasteracantha taeniata bawensis, Strand, 1915
- Gasteracantha taeniata jamurensis, Strand, 1915
- Gasteracantha taeniata lugubris, Simon, 1898
- Gasteracantha taeniata maculella, Strand, 1911
- Gasteracantha taeniata novahannoveriana, Maria Dahl, 1914
- Gasteracantha taeniata obsoletopicta, Strand, 1915
- Gasteracantha taeniata oinokensis, Strand, 1915
- Gasteracantha taeniata sentanensis, Strand, 1915
- Gasteracantha taeniata trivittinota, Strand, 1911
- Gasteracantha taeniata univittinota, Strand, 1911